# Ionenuitwisselingschromatografie
Ionenuitwisselingschromatografie (IC) is een chromatografische methode ontwikkeld midden jaren zeventig van de 20ste eeuw. Nadat was aangetoond dat anion- en kationmengsels geanalyseerd kunnen worden door middel van HPLC, werd een manier ontwikkeld om stoffen te scheiden en te analyseren op basis van hun ionaire eigenschappen. 
De mobiele fase (mp) bestaat uit een waterige oplossing met ionen en de stationaire fase (sp) bestaat uit een ionenwisselaarhars.
Naast de detectiemethoden gebruikelijk voor HPLC (fluorescentie en absorptie), worden voor IC ook elektrochemische methoden gebruikt.
IC is gebaseerd op het scheiden van stoffen door middel van ladingsverschillen. De stationaire fasen gebruikt voor IC bevatten plekken waar veel ionen bij elkaar zitten, deze kunnen dipolaire interacties aangaan met de analieten in het monster. Stoffen met een lage ladingdichtheid (bijvoorbeeld bromide) worden langer vastgehouden en kunnen zo gescheiden worden van stoffen met een hoge ladingdichtheid (bijvoorbeeld fluoride), waarin de aanwezigheid van gecoördineerde waterlagen rond de analieten een belangrijke rol speelt. Voor moleculaire stoffen is dit mechanisme vergelijkbaar met dat van HPLC met een reverse phase-kolom, hoewel de scheiding daar gebaseerd is op hydrofobe interacties. 
Het uitwisselingsproces van IC is erg langzaam wanneer men dit vergelijkt met andere chromatografische technieken.
Een IC is op dezelfde manier opgebouwd als een HPLC. De onderdelen die in contact komen met de mobiele fase moeten gemaakt zijn van inerte materialen om de corrosieve werking van de zuren of alkanen die als eluens dienen te kunnen weerstaan.
De detectie van ionen is lastig omdat deze zich in lage concentraties bevinden in een mobiele fase die veel ionen bevat.

## Uitwisselingsevenwichten

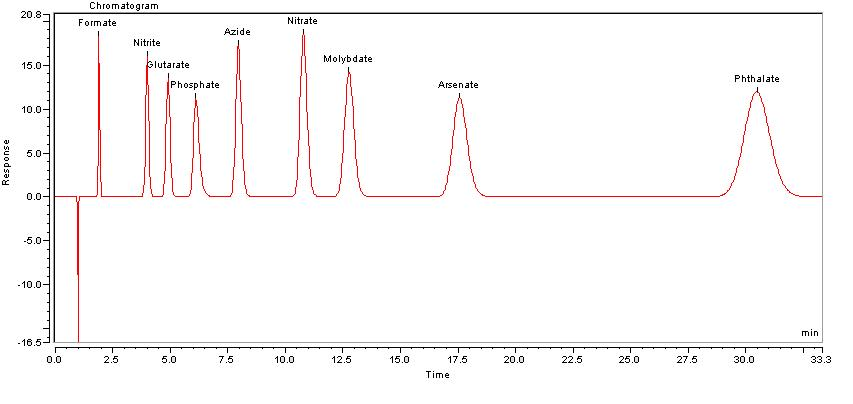
Ionenchromatogram

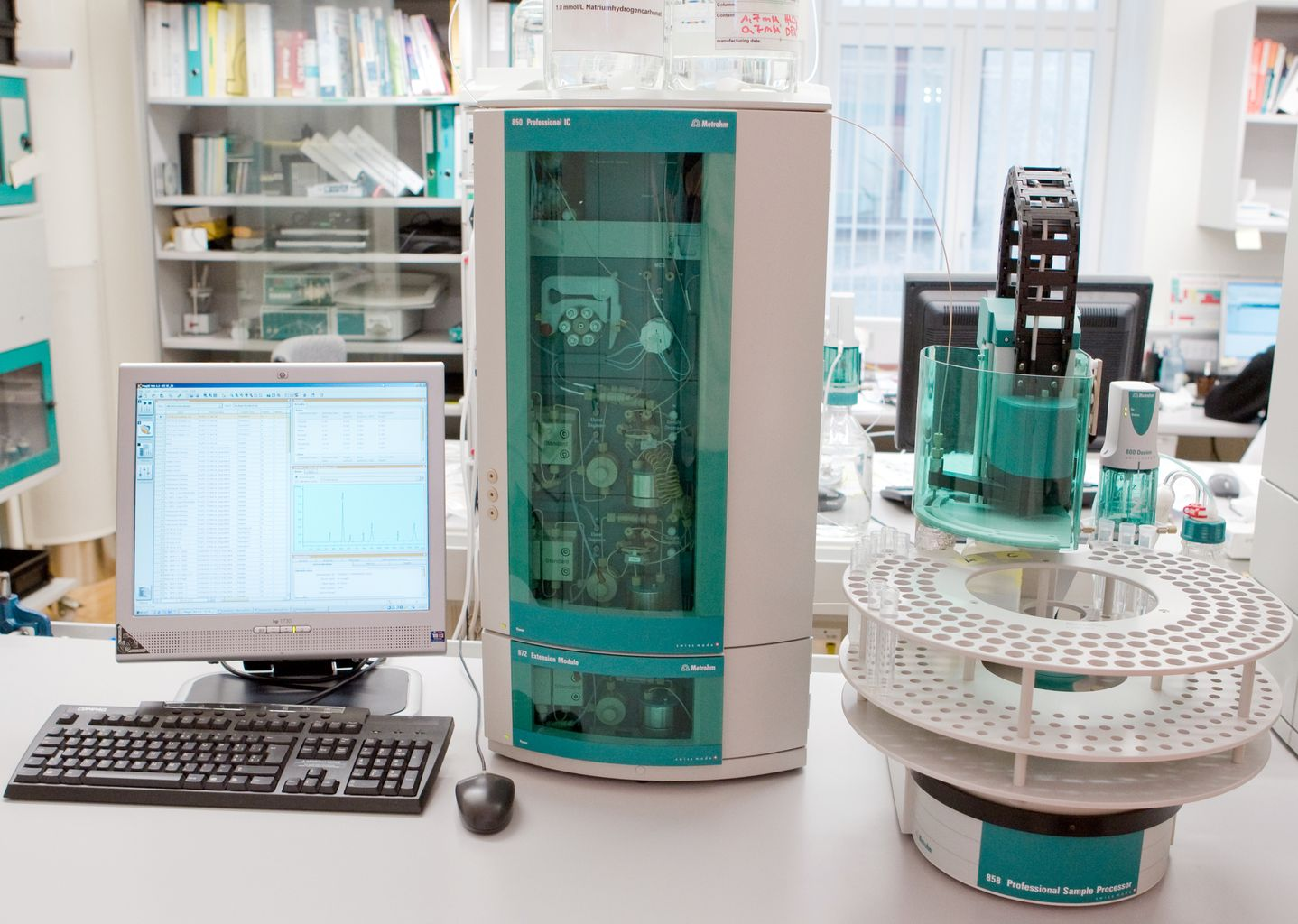
Metrohm Ionchromatografie systeem

Ionenuitwisseling is gebaseerd op uitwisselingsevenwichten tussen ionen in oplossing en ionen aan het grensvlak van een niet-oplosbaar molecuul. Natuurlijke ionenuitwisselaars, zoals klei en zeolieten, zijn decennialang gebruikt. Synthetische ionenuitwisselaars zijn vanaf de jaren dertig geproduceerd voor het zachter maken van leidingwater.
De meest voorkomende functionele groepen voor kationenuitwisseling zijn de sulfonzuurgroep (-SO3H), een sterk zuur, en de carbonzuurgroep (-COOH), een zwak zuur. Anionuitwisselaars bevatten vaak sterk basische quarternaire ammoniumgroepen of zwak basische aminegroepen. Wanneer een sulfonzure wisselaar, kationenwisselaar, in contact wordt gebracht met een waterige oplossing die een kation bevat, ontstaat een evenwicht waarbij het metallisch kation wordt uitgewisseld met het proton (H+) van de sulfonzuurgroep. Hetzelfde geldt voor een anionenwisselaar waar het anion in oplossing wordt uitgewisseld met een hydroxylgroep (OH-groep). De kolommen van de ionenwisselaar kunnen na gebruik weer geregenereerd worden door in het geval van kationenwisselaar te spoelen met een sterk zure oplossing, in het geval van een anionenwisselaar te spoelen met een sterk basische oplossing.
De evenwichtsconstante K staat voor de verhouding tussen de concentratie analiet in de stationaire fase en de concentratie analiet in de mobiele fase. K kan berekend worden met de volgende formule:
{\displaystyle ''K''={\frac {Cs}{Cm}}}
Hierbij staat Cs voor de concentratie kation of anion in de stationaire fase en Cm voor de concentratie kation of anion in de mobiele fase.
Een grote K is het resultaat van een grotere Cs, dit wil zeggen dat de concentratie van de analiet in de stationaire fase groter is en de analiet dus langer wordt vastgehouden in de stationaire fase met als resultaat een langere retentietijd. Wanneer K klein is is de concentratie analiet in de mobiele fase groter, de analiet wordt minder lang vastgehouden is de stationaire fase met een kortere retentietijd tot gevolg.
Deze retentietijden variëren tussen ionen en bij verschillende omstandigheden. Zo kan met een verandering van de pH van de mobiele fase gecontroleerd worden wanneer een ion van de kolom elueert. 
Het blijkt dat polyvalente ionen een langere retentietijd hebben dan monovalente ionen. Binnen een bepaalde valentiegroep blijken er echter ook verschillen in retentietijd te zijn tussen de ionen. Deze retentietijdverschillen houden o.a. verband met de diameter van het gehydrateerde ion.

## Stationaire fasen
Ion chromatografie bestaat uit twee onderdelen: anion uitwisselingschromatografie en kation uitwisselingschromatografie, waarin respectievelijk een negatief geladen ion aan een positief geladen stationaire fase bindt en andersom. 
Het pakkingsmateriaal van de kolom bestaat uit smalle, poreuze deeltjes die worden gevormd tijdens de emulsie(co)polymerisatie van p-sulfon-styreen en divinylbenzeen. De aanwezigheid van divinylbenzeen resulteert in cross-linking wat ervoor zorgt dat de poreuze deeltjes mechanisch stabiel worden. Poreuze polymere deeltjes zijn niet heel geschikt voor chromatografische pakkingen omdat er een lage diffusiesnelheid mogelijk is van de ionen door de microporiën van de polymeermatrix en omdat het niet mechanisch stabiel genoeg is. Om dit probleem het hoofd te bieden zijn er twee nieuwe pakkingen ontwikkeld. Deze nieuwe pakkingen worden algemener gebruikt dan de poreuze polymeerdeeltjes. Een van deze nieuw ontwikkelde pakkingen is een polymeerbolletje waarvan het oppervlak is gecoat met synthetische ionenwisselaar. Het tweede type pakking wordt gevormd door gecoate silicadeeltjes, met een dunne film synthetische ionenwisselaar.

## Mobiele fasen
Mobiele fasen in IC zijn gewoonlijk waterige oplossingen met organische of anorganische buffers die gebruikt worden om selectiviteit te controleren. Zo nodig wordt een kleine hoeveelheid aceton of methanol toegevoegd om monsters die slecht ioniseren in op te lossen. 
Afhankelijk van het type stationaire fase (negatief of positief geladen), zijn de ionen in de mobiele fase zuur of base derivaten. De eluenten gebruikt voor de mobiele fase kunnen van tevoren klaargemaakt worden maar men moet er rekening mee houden dat een basisch eluens koolstofdioxide op kan nemen, dit kan de retentietijd van de analiet beïnvloeden.

## Geleidingsvermogendetectors
Geleidingsvermogendetectoren zijn gebaseerd op elektrolytische geleiding. Aan het uiteinde van de scheidingskolom wordt het geleidingsvermogen van de mobiele fase gemeten. Dit wordt gedaan tussen twee micro-elektroden. De te meten component moet een klein volume hebben om goede resultaten te krijgen. Het is moeilijk om het totale signaal van de te meten component te herkennen wegens de aanwezige ionen en ionische deeltjes in het monster. Om goede metingen te verrichten, moet de ionische lading van de mobiele fase zo laag mogelijk zijn. De te meten component vereist een temperatuur controle binnen 0,01 °C vanwege de hoge afhankelijkheid van geleidingsvermogen van temperatuur.

## Ionenonderdrukker
De mobiele fase bevat ionen die een geleidingsvermogen hebben. Dit kan van invloed zijn bij het bepalen van het geleidingsvermogen van de analytische ionen als deze door de kolom heen gaan. Om betere resultaten te krijgen wordt een onderdrukker gebruikt. De onderdrukker verwijdert de ionen van de mobiele fase. De onderdrukker ligt tussen de analytische kolom en de detector. Het principe van de onderdrukker is om de ionen van de mobiele fase te neutraliseren of ze te verwisselen met andere ionen met een hogere geleidingsvermogen. Een detectie waarbij een onderdrukker gebruikt wordt, is nuttiger voor een anionische analyse dan voor een kationische analyse. 
Het meest simpele model van een onderdrukker bestaat uit een kolom met een stationaire fase die functionele groepen bevat met een ander lading als van de scheidingskolom. Zo’n chemische onderdrukker bestaat uit een anionische kunsthars en is geassocieerd met een kationische scheidingskolom.

### Het mechanisme van de onderdrukker
Aangenomen wordt dat er een mengsel van Na+ en K+  door een kationische kolom gaat  die een mobiele fase heeft van verdund HCl. In deze mobiele fase, aan het uiteinde van scheidingskolom,  komen de Na+-ionen en K+-ionen samen met H+-ionen en de Cl−-ionen vrij om elektraneutraliteit te hebben van de oplossing. Na de scheidingskolom gaat de mobiele fase door een tweede kolom die een anion uitwisselingshars bevat. Het mobiele ion van de anion uitwisselinghars is OH−. De Cl−-ionen worden verwisseld met de OH−-ionen. De Cl−-ionen gaan aan de anionische kolom hechten terwijl de OH−-ionen aan de H+-ionen gaan binden waardoor water wordt gevormd. Aan het uiteinde van de onderdrukker worden er NaOH en KOH-moleculen in het water verkregen. OH− heeft een hoger geleidingsvermogen dan Cl−. Hierdoor kunnen Na+ en K+ makkelijker worden gedetecteerd.

#### Samengevat
Bij anionanalysen zorgt een ionenonderdrukker ervoor dat de mobiele fase geneutraliseerd wordt. Hierbij neemt het geleidingsvermogen van de mobiele fase af terwijl de geleidingsvermogen van het monster toeneemt. De limiet van de onderdrukker hangt af van het dode volume. Dit zorgt voor een afname van de scheidingscoëfficiënten, door het mengsel van ionen voordat ze worden gedetecteerd. 
Continu regenererende onderdrukkers die gebruikmaken van elektrolytische reacties zijn geïntroduceerd om opsporingen te bepalen. Deze onderdrukkers bestaan uit een speciale kolom van kunsthars en werken door middel van elektrolyse. Zo’n regenererende onderdrukker kan ook een membraanonderdrukker zijn waarbij de regenererende ionen ter plaatse geproduceerd worden door elektrolyse van water.

## Kwantitatieve analyse door middel van chromatografie

#### Principe en relatie
Om de massa concentratie van een stof te berekenen, door middel van een piek op een chromatogram, moet er rekening gehouden worden met 2 punten. 
Eerst moet er een authentiek monster gemaakt worden, dat als referentie kan dienen, om de gevoeligheid van de detector te bepalen. 
Daarna is er een programma nodig dat de hoogte of oppervlakte van de verschillende pieken aangeeft. 
Bij een gegeven afstemming van het systeem, wordt er aangenomen dat er een relatie is tussen elke piek op het chromatogram, bij alle concentraties die gebruikt worden, tussen de piekoppervlakten en de kwantiteit van de component in het geïnjecteerde monster die verantwoordelijk is voor de piek. Dit geldt voor een gegeven reeks concentraties afhankelijk van de gebruikte detector.  Deze hypothese wordt in de volgende vergelijking uiteengezet. 
{\displaystyle mi=Ki*Ai}
mi= massa van de component geïnjecteerd in de kolom.
Ki= absolute respons factor.
Ai= oppervlakte van de piek van de component.
De absolute respons factor, Ki, is afhankelijk van de afstemming van de chromatograaf waardoor het niet een intrinsieke parameter is van de component. Om Ki te berekenen, moeten mi en Ai gegeven zijn. mi hangt af van de injectiespuit en de injector (bij gaschromatografie) of injectieloop (bij high performance liquid chromatography) en het is moeilijk te bepalen. Ki wordt daarom niet gebruikt.

### Oppervlakte van de pieken en de software voor de verwerking van gegevens
Bij de bepaling van de oppervlakte onder de pieken maakt men gebruik van chromatografische software. Dit wordt niet alleen gebruikt voor de controle en werking van de chromatograaf, maar ook voor dataverwerking volgens de voorgeprogrammeerde methoden voor kwantitatieve analyse.
Het signaal van de detector wordt door de analoog-digitaal convertor (ADC) omgezet naar een digitaal signaal met een frequentie die ingesteld kan worden in de software. Meestal ligt deze frequentie tussen 0,1 Hz (1 datapunt per 10 seconden) en 10 Hz (10 datapunten per seconde). Het is een goed gebruik om de frequentie zodanig te kiezen dat de smalste piek in het chromatogram een breedte heeft van ongeveer twintig datapunten. Twintig datapunten zijn voldoende om een piek accuraat te kunnen kwantificeren; het opnemen van meer dan twintig datapunten per piek heeft geen meerwaarde en neemt alleen maar kostbare hardeschijfruimte in beslag. 
Verder hebben de meeste softwarepakketten de mogelijkheid om de basislijn te corrigeren, negatieve signalen te behandelen en allerlei andere methoden om oppervlaktes van pieken te berekenen.

#### Externe standaard methode
Deze methode geeft de mogelijkheid om concentraties (of de percentage in massa) te berekenen van een of meer samenstellingen  waarvan de pieken gescheiden verschijnen op de chromatogram, zelfs  in  aanwezigheid van samenstellingen die geen gescheiden pieken hebben. Deze methode is gemakkelijk te gebruiken omdat het correspondeert met de toepassing van gemeenschappelijke principes van kwantitatieve analysetechnieken.
De modus operandi is gebaseerd op de vergelijking van twee chromatogrammen die succesvol zijn verkregen zonder verandering van controle-instellingen van de chromatograaf.
Als je een externe standaard voor GC-bepalingen gebruikt, moet het mengsel waar je externe standaard in zit ongeveer dezelfde matrix hebben als het te bepalen monster. Dit omdat er een splitinjectie wordt gebruikt en geen on-colomn.

#### Interne standaard methode
Internal standaard is een hulpstof. De interne standaard methode wordt vaak gebruikt bij opsporingsanalyses. Hierbij wordt gebruikgemaakt van de responsefactor van elk product dat gemeten wordt tegen de marker die als referentie wordt gebruikt. Deze methode vereist twee chromatogrammen. Eén om de relatieve responsefactor te berekenen van het product naar keuze en de andere chromatogram om het monster te analyseren. De oppervlakten van de pieken die berekend moeten worden, worden vergeleken met de interne standaard, die wordt toegediend op een bepaalde concentratie aan de oplossing met het monster.

#### Interne normalisatiemethode
Deze methode wordt ook wel 'het normaliseren naar 100 procent' genoemd. Deze methode wordt gebruikt voor mengsels waarvan elk product een piek geeft op de chromatogram. Dit om een volledige beoordeling te kunnen geven van het betrokken monster. Als bijvoorbeeld vereist wordt om de massaconcentraties van meerdere samenstellingen in een mengsel te vinden. Het oplosmiddel wordt genegeerd.